# Scott Bärlocher
Scott Bärlocher (* 30. August 1997 in Wettingen) ist ein Schweizer Ruderer. Er gewann bis 2024 eine Silbermedaille bei Europameisterschaften.

## Sportliche Karriere
Bei den U23-Weltmeisterschaften 2017 belegte Bärlocher den sechsten Platz mit dem Vierer ohne Steuermann. Ein Jahr später bei den U23-Weltmeisterschaften 2018 wurde er Sechster mit dem Doppelvierer. Auch 2019 ruderte Bärlocher im Doppelvierer. Er wurde Zwölfter bei den Europameisterschaften und Achter bei den U23-Weltmeisterschaften 2019.
2022 nahm Bärlocher im Einer an den internationalen Meisterschaften teil. Er wurde 13. bei den Europameisterschaften und 23. bei den Weltmeisterschaften. 2023 kehrte er in den Doppelvierer zurück und belegte den zehnten Platz bei den Europameisterschaften. Für die dreieinhalb Monate später stattfindenden Weltmeisterschaften in Belgrad wurde die Crew noch einmal auf einer Position umbesetzt. Dominic Condrau, Jonah Plock, Scott Bärlocher und Maurin Lange erreichten in Belgrad den fünften Platz und damit die direkte Olympiaqualifikation für den Schweizer Doppelvierer. 2024 gewann der Doppelvierer in dieser Besetzung die Silbermedaille bei den Europameisterschaften in Szeged hinter den Italienern und vor den Polen. Bei den Olympischen Spielen 2024 in Paris belegte der Schweizer Doppelvierer den sechsten Platz.
Bärlocher wuchs in Wettingen und Würenlos auf und rudert für den Ruderclub Baden. 2019 nahm er das Studium der Elektrotechnik an der ETH Zürich auf.

## Fussnoten
1. ↑  Bio bei www.scottbarlocher.com

| Personendaten    | Personendaten      |
| ---------------- | ------------------ |
| NAME             | Bärlocher, Scott   |
| KURZBESCHREIBUNG | Schweizer Ruderer  |
| GEBURTSDATUM     | 30. August 1997    |
| GEBURTSORT       | Wettingen, Schweiz |